# Zbór Kościoła Adwentystów Dnia Siódmego w Bytomiu
Zbór Kościoła Adwentystów Dnia Siódmego w Bytomiu – zbór adwentystyczny w Bytomiu, należący do okręgu katowickiego diecezji południowej Kościoła Adwentystów Dnia Siódmego w RP. Zbór prowadzi własny kanał YouTube Adwentyści Bytom
Początki bytomskiego adwentyzmu sięgają 1910 roku, gdy na terenie Bytomia, Chorzowa i Katowic wędrowni kaznodzieje adwentystyczni z Niemiec głosili ewangelię w namiotach.
Jesienią 1916 roku został powołany zbór liczący 10 osób, którego starszym został Wilhelm Gilmeister. W r. 1923 w sali koncertowej Teatru Miejskiego (dzisiejszej Opery Śląskiej) odbyła się wielka ewangelizacja, w wyniku której zbór powiększył się do 31 osób. Nabożeństwa odbywały się w wynajętej sali w Domu Ludu, a następnie do sali u Scherschina (przy ul. Tarnowskiej – obecnie Jainty). Kościół posiadał duży chór, który występował m.in. w sali koncertowej Teatru Miejskiego w Bytomiu.
W 1983 roku zbór otrzymał przydział lokalu przy ul. Powstańców Warszawskich 48, w którym działa do dziś. Odbywają się tu m.in. próby Chóru Diecezji Południowej Kościoła Adwentystów. W 1996 roku w zborze powstał także zespół chrześcijański „Festus”.
Zbór aktywnie angażuje się w życie Bytomia organizując m.in. odwykówki od używek i promując zdrowy styl życia (np. Bytomskie Spotkania Integracyjne, w ramach których odbywały się „adwentiady” sportowe i koncerty). Ponadto przy zborze działała Filia Chrześcijańskiej Służby Charytatywnej (założonej w 2005), która angażowała się w obchody Dni Bytomia. Mieszkańcy Bytomia mogli zapoznać się ze stoiskami oferującymi porady medyczne i zdrowej kuchni. Przez kilka lat w każdą niedzielę w zborze wydawana była także odzież oraz darmowa zupa dla najbardziej potrzebujących bytomian. Obecnie każdego miesiąca organizowane są otwarte spotkania – jedno z cyklu „Życie ma sens”, dotyczące wzrostu duchowego, drugie w ramach Klubu Zdrowia, skupiającego się w głównej mierze na zdrowiu.
Pastorem zboru jest Wojciech Stelmach. Nabożeństwa odbywają się w kościele przy ul. Powstańców Warszawskich 48 w każdą sobotę o godz. 10.00.

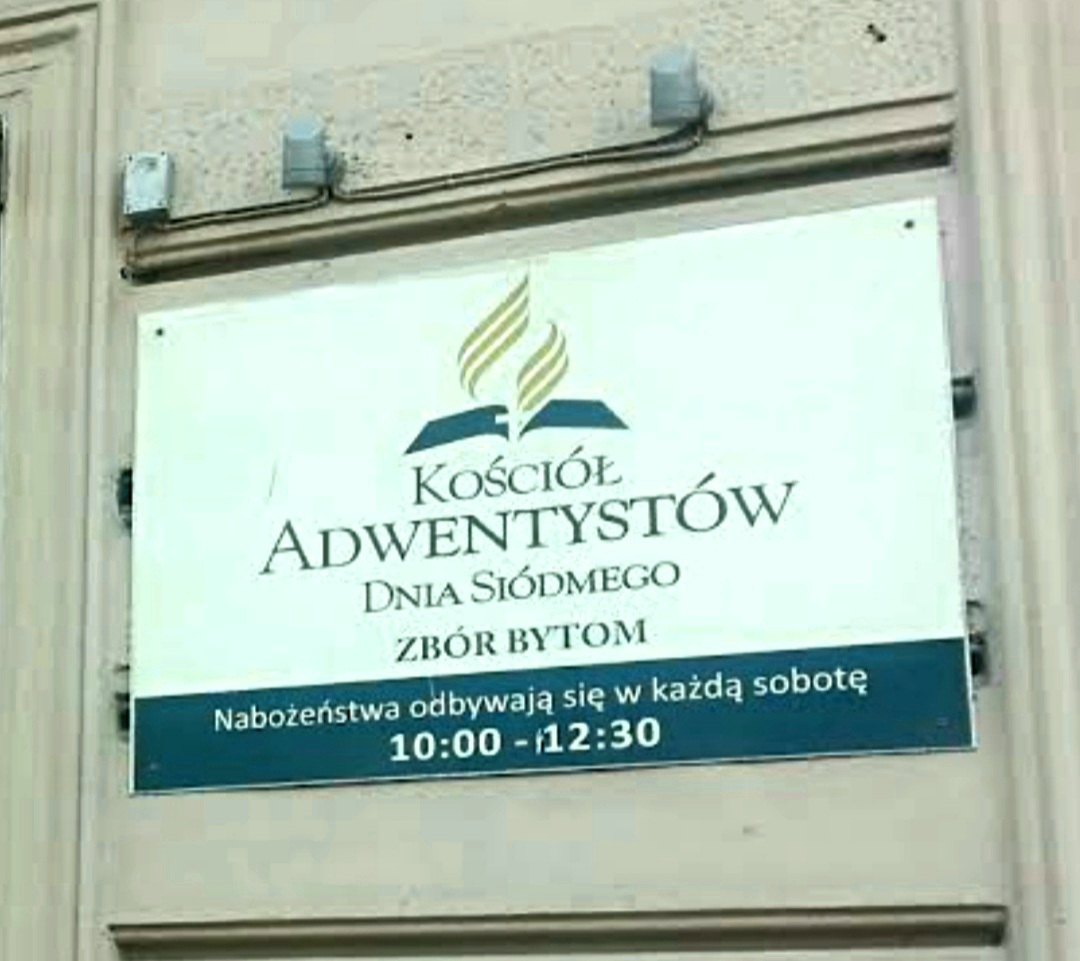
Tablica Kościoła Adwentystów w Bytomiu